# طوكيو موفي شينشا
شركة طوكيو موفي شيشنا (تي.إم.إس) للمواد الترفيهية المحدودة (بالإنجليزية: TMS Entertainment, Ltd.) (باليابانية: 株式会社トムス　エンタテインメント) هي مجموعة إستديوهات مشهورة لإنتاج الأنمي تأسست في أكتوبر من العام 1946 و هي تعتبر أقدم وأشهر إستديوهات إنتاج الأنمي في اليابان. أنتجت الشركة الكثير من الأنميات التي بثت سلسلات من إنتاجها في بلدان كثيرة مثل فرنسا، والولايات المتحدة، وإيطاليا, و هي منتج رئيسي لشبكة بث الأنمي أنيماكس.

## اعمال الشركة

### مسلسلات أنمي تلفزيونية
- مومين (1969–1970 بالتعاون مع موشي برودكشن)
- الضفدع ننوس (1972–1974)
- إيم فور ذا أيس (1973–1974)
- مغامرات جامبا (1975)
- ريمي (1977–1978 بالتعاون مع مادهاوس)
- جزيرة الكنز (1978–1979 بالتعاون مع مادهاوس)
- ليدي أوسكار (1979–1980)
- رعد العملاق (1980–1981)
- جو البطل 2 (1980–1981 بالتعاون مع نيبون أنيميشن)
- مغامرات سبانك (1981–1982)
- جارينكو تشي (1981–1983)
- كوبرا (1982–1983)
- لوبين الثالث (1982)
- جورجي (1983–1984)
- عين القطة (1983–1984)
- شرلوك هولمز (1984–1985)
- مغامرات سميد (1985–1986)
- روبوتان (1986)
- الرغيف العجيب (1988)
- التوأمان (1991)
- الأطفال الأبطال (1991–1992)
- رعد العملاق (1992–1993)
- وديع بائع الحليب (1992–1993)
- كأس العالم (1994–1995)
- المقاتل النبيل (1995–1996)
- المحقق كونان (1996–)
- ديفل ليدي (1998–1999)
- أدغال الديجيتال (1999–2000)
- كاراكوريزوشي أياتسوري ساكون (1999–2000)
- همتارو (2000–2006)
- الطاقة الزرقاء (2002 بالتعاون مع تيليكوم أنيميشن فيلم)
- سونيك إكس (2003–2004)
- من أجل البقاء ( 2003–2004 بالتعاون مع مادهاوس)
- معرض الفن المزيف (2004)
- القناع الزجاجي (2005–2006)
- إنجل هارت (2005–2006)
- دي جرايمان (2006 –2008)
- التلميذ الأقوى في التاريخ كينيتشي (2006 –2007)
- القبلة السمجة (2008)
- الشجعان العشرة (2012)
- زيتمان (2012)
- يواموشي بيدال (2013–2014)
- أغنية حب الطيار (2014)
- دي جرايمان هالو (2016)
- بانانيا (2016 بالتعاون مع غاثرينغ
- ري لايف (2016)
- حلاوة وبريق (2016)
- أول أوت!! (2016)
- شينوبي نوبوناغا (2016–2018)
- يواموشي بيدال: الجيل الجديد (2017)
- ميغالوبوكس (2018)
- بين السماء و البحر (2018)
- باكوغان: كوكب المعركة (2018–2023)
- سلة الفواكه (2019–2021)
- دكتور ستون (2019)
- دكتور ستون: ستون وورز (2021)
- استأجر حبيبة (2020)
- الكابادي المشتعلة (2021)
- ميغالوبوكس 2 نوماد (2021)
- سيري جينسوكي: سجلات الروح (2021–)
- المحقق كونان: وقت زيرو لشرب الشاي (2022)
- يواموشي بيدال ليمت بيريك (2022–2023)
- دكتور ستون: نيو وولد (2023)

### أوفا أنمي
- القناع الزجاجي (1998–1999)
- همتارو (2001– 2004)
- أوفا المحقق كونان (2001–2012)
- ساينت سيا: ذا لوست كانفاس (2011–2009)

### أونا أنمي
- باكي الخطاف (2018–2020)
- ريك ومورتي (2020 من قبل تيليكوم أنيميشن فيلم)
- الشر المقيم: الظلام اللانهائي (2021)
- باكي هانما (2021)

### أفلام أنمي
- باندا! انطلق، باندا! (1972)
- لوبين الثالث: قلعة كاجليسترو (1979)
- ريمي الفتى الشريد (1980)
- مغامرات سبانك (1982)
- جارينكو تشي (1981)
- أكيرا (1988)
- ليتل نيمو: أدفاتشر إن سلومبلاند (1989)
- لوبين III : ديد أور لايف (1996)
- المحقق كونان: العد التنازلي لناطحة السحاب (1997)
- المحقق كونان: الهدف الرابع عشر (1998)
- المحقق كونان: ساحر القرن الأخير (1999)
- المحقق كونان: أسير في عينيها (2000)
- المحقق كونان: عد تنازلي إلى الجنة (2001)
- المحقق كونان: خيال شارع بيكر (2002)
- المحقق كونان: تقاطع طرق في العاصمة القديمة (2003)
- المحقق كونان: ساحر السماء الفضية (2004)
- المحقق كونان: استراتيجية ما فوق الأعماق (2005)
- المحقق كونان: لحن وداع المتحرين (2006)
- المحقق كونان: علم القراصنة في عرض المحيط (2007)
- المحقق كونان: لحن كامل من الرعب (2008)
- المحقق كونان: المطارد الأسود (2009)
- المحقق كونان: السفينة الضائعة في السماء (2010)
- المحقق كونان: 15 دقيقة من الصمت (2011)
- الأميرة والطيار (2011 بالتعاون مع مادهاوس
- المحقق كونان: المهاجم الحادي عشر (2012)
- المحقق كونان: عين خفية في البحر البعيد (2013)
- لوبين الثالث ضد المحقق كونان: الفيلم (2013)
- المحقق كونان: قناص من بعد آخر (2014)
- المحقق كونان: تباعات الشمس الجهنمية (2015)
- المحقق كونان: الكابوس الأشد سوادا (2016)
- أورينج فيوتشر (2016)
- المحقق كونان: رسالة الحب القرمزية (2017)
- المحقق كونان: جلاد زيرو (2018)
- المحقق كونان: القبضة اللازوردية (2019)
- المحقق كونان: الرصاصة القرمزية (2021)
- المحقق كونان: عروس شيبويا (2022)
- المحقق كونان: الغواصة الحديدية السوداء (2023)

## وصلات خارجية
- تي ام‌ اس انترتینمنت على موقع IMDb (الإنجليزية)
- تي ام‌ اس انترتینمنت على موقع ANN company (الإنجليزية)
- موقع شركة تي إم إس الرسمي, باللغة اليابانية.